# Освобождаване на македонските комунисти от Акронавплия
Освобождаването на македонските комунисти от Акронавплия от 30 юни - 1 юли 1941 година е действие на Нацистка Германия в окупирана Гърция по време на Втората световна война. Извършено е с цел да увеличи симпатиите към новите власти, включително към България, посредством Солунския български клуб и българското посолство в Атина. Повечето от 27-те освободени са членове на ЕАМ и ЕЛАС и са с български произход. Гръцкото колаборационистко правителство на Георгиос Цолакоглу поисква повторното арестуване на комунистите и част от тях са задържани на 15 септември 1941 година.
Освен тях през 1942 година са освободени още 500 затворници от италианците и 50 от германците, заточени на остров Крит.

## Списък на освободените
| Име                         | Име на гръцки                    | Роден         | Бележка |
| --------------------------- | -------------------------------- | ------------- | --- |
| Андрей Чипов                | Ανδρέας Τσίπας                   | Пътеле        | член на ЦК на КПГ |
| Андреас Дзимас              | Ανδρέας Τζήμας                   | Костур        | влах, депутат от КПГ в 1936 година и основател на ЕЛАС |
| Костас Лазаридис            | Κώστας Λαζαρίδης                 | Ясъкьой       | стар член на КПГ, секретар на Националния освободителен фронт на Гърция, екзекутиран от германците в Кесариани                                                        |
| Лазар Търповски             | Λάζαρος Ζησιάδης                 | Дъмбени       | убит в 1943 година в Имера от дейци на Общогръцката освободителна организация                                                                                         |
| Зисо Дельовски              | Ζήσης Δελιόπουλος                | Добролища     | член на Костурския комитет на КПГ, капитан от ДАГ през Гражданската война, починал в Скопие                                                                           |
| Зисо Калиманов              | Ζήσης Καλλιμάνης                 | Добролища     | член на Гревенския комитет на КПГ, убит в 1943 година от италиански патрул в Пелеканос                                                                                |
| Анастас Караджов            | Αναστάσιος Καρατζάς              | Дъмбени       | първи секретар на Катеринския комитет на КПГ, екзекутиран от германците в Солун в 1942 година                                                                         |
| Петрос Кендрос              | Πέτρος Κέντρος                   | Битоля        | влах, печатар в нелегалната печатница на КПГ, убит на 9 август 1946 година в бой след разкриването на явката, при което загива Анастас Караджов                       |
| Ламбро Москов               | Λάμπρος Μόσχος                   | Дъмбени       | член на Костурския комитет на КПГ, умрял в България |
| Киряк Пилаев                | Κυριάκος Πυλάης (Πέτρος)         | Горно Върбени | първи секретар на Леринския комитет на КПГ, член на СНОФ, член на Политическия комитет за национално освобождение, деец на ЕДЛ                                        |
| Атанас Пейков               | Αθανάσιος Πέικος                 | Бабчор        | гръцки комунистически емигрантски деец в България и Румъния |
| Лазар Божинов               | Λάζαρος Μποζίνης                 | Апоскеп       | изпратен в концлагер в Германия |
| Неделко Попнеделков         | Δέλιος Παπανεδέλκος              | Янешево       | деец на Националния освободителен фронт на Гърция и на Солунския български клуб                                                                                       |
| Диамандис Далис или Цицинас | Διαμαντής Νταλής ή Τσιτσίνας     |               | понтийски грък, секретар на Кожанския комитет на КПГ, член на Политическия комитет за национално освобождение, затворен в 1945 година и лежи 20 години, умира в Солун |
| Николаос Сотириу            | Νικόλαος Σωτηρίου                | Лерин         | |
| Михалис Скупакидис          | Μιχάλης Σκουπακίδης              | Солун         | |
| Николаос Хайванидис         | Νικόλαος Χαϊβανίδης              |               | |
| Русалим Харизанов           | Ιεροσόλυμος (Ρουσαλήμ) Χαριζάνης | Сяр           | екзекутиран на 31 декември 1941 година след опит да взриви цистерни с гориво                                                                                          |
| Емануил Казандзис           | Εμμανουήλ Καζαντζής              |               | |
| Константинос Ламбру         | Κωνσταντίνος Λάμπρου             | Сяр           | |
| Димитър Лесков              | Δημήτριος Λέσκας                 | Чеган         | |
| Фоти Урумов                 | Φώτιος Ουρούμης                  | Милово        | |
| Пандил Джиков               | Παντελής Τζήκας                  | Костур        | архивист, екзекутиран от ЕЛАС |
| Йоанис Константинидис       | Ιωάννης Κωνσταντινίδης           | Драма         | обущар |
| Теодорос Евтимиадис         | Θεόδωρος Ευθυμιάδης              |               | малоазийски грък, секретар на ГКП за Леринско |
| Лазар Дамов                 | Λάζαρος Αδαμόπουλος              | Ошени         | секретар на ГКП за Лариса, секретар на СНОФ за Костурско през 1944 г.                                                                                                 |
| Емануил Хараламбос          | Εμμανουήλ Χαραλάμπους            |               | |